# Оберн, Дэвид
Дэвид Оберн (англ. David Auburn; род. 30 ноября 1969, Чикаго) — американский драматург, сценарист, кинорежиссёр и театральный критик. Лауреат Пулитцеровской премии, премии «Тони» и Премии сообщества театральных критиков Нью-Йорка (все — 2001 год) за пьесу «Доказательство».

## Биография
Дэвид Оберн родился в 1969 году в Чикаго в семье Марка и Сэнди Оберн. Детство провёл в Огайо и в 13 лет перебрался с родителями в Арканзас, где его отец был деканом колледжа гуманитарных и точных наук, а затем вице-президентом по планированию Арканзасского университета, а мать работала в системе поддержки престарелых.
Уже в старших классах Дэвид начал работать с местными театральными труппами как рабочий сцены или помощник осветителя. В 1987 году он поступил в Чикагский университет, где писал сценарии для студенческой театральной труппы, а также театральные рецензии для университетской газеты Chicago Maroon. Окончив первую степень по английской литературе в 1991 году, Оберн получил годичную стипендию от продюсерской компании Amblin Entertainment и переехал в Нью-Йорк, где в 1992 году поступил на двухгодичные курсы драматургии в Джульярдской школе. Его учителями там были Марша Норман и Кристофер Дуранг. В 1999 году Оберн женился на Фрэнсис Розенфельд. Супруги проживают на Манхэттене.

## Творчество
В 1997 году в офф-бродвейском театре была поставлена первая пьеса Оберна — «Небоскрёб». Его короткая пьеса «В какое будущее вы верите?» была напечатана в Harper’s Magazine и в дальнейшем была переработана в киносценарий. В 2000 году была поставлена новая пьеса Оберна «Доказательство» (премьера в Манхэттенском театральном клубе, с 24 октября в бродвейском «Театре Уолтера Керра»), которая шла на сцене более двух лет и в 2001 году была удостоена ряда наград, включая Пулитцеровскую премию, премию «Тони» и Премию сообщества театральных критиков Нью-Йорка. Пьеса, переработанная автором в сценарий, была затем экранизирована в 2005 году.
Вслед за «Доказательством» Оберн написал сценарий для фильма «Дом у озера», выпущенного на экраны студией Warner Bros. в 2006 году, а на следующий год впервые выступил как кинорежиссёр, сняв по собственному сценарию фильм «Девушка в парке». В 2012 году на Бродвее была поставлена его новая пьеса «Колумнист», основанная на биографии известного вашингтонского журналиста Джозефа Аслопа. В главной роли был задействован Джон Литгоу. В 2014 году Манхэттенский театральный клуб представил драму Оберна «Потерянное озеро», главные роли в которой играют Хоукс, Джон и Трейси Томас. Среди других работ Оберна — одноактная пьеса о теннисе «Сенсация» (англ. Upset, впервые поставлена в 2008 году), «Пятая планета» (поставлена в студии New York Stage and Film), «Скучаю по тебе» (англ. Miss You, представлена на Фестивале комедии HBO) и «Следующая жизнь» (англ. The Next Life, постановка Джульярдской школы). Его творчество, помимо Пулитцеровской премии и «Тони», отмечено стипендией Гуггенхайма и драматургическими премиями Хелен Меррилл и Джозефа Кессельринга.
По словам самого Оберна, в любой ситуации, в которую попадает человек, есть потенциал и для юмора, и для пафоса. В интервью литературному журналу Otium он говорит: «Я люблю истории, которые застают вас врасплох внезапными сменами настроения или тона, так что вы как часть аудитории никогда не можете впасть в полное благодушие». В результате, хотя темы пьес Оберна часто связаны со смертью или личной трагедией (центральная тема «Небоскрёба» — самоубийство, в «Доказательстве» главную героиню преследует призрак её отца), они всегда содержат также элементы комедии.